# المكنونية
المكنونية هي إحدى القرى اللبنانية من قرى قضاء جزين في محافظة الجنوب.
تبعد مكنونية 73 كلم (45.3622 مي) عن بيروت عاصمة لبنان. ترتفع 890 م (2920.09 قدم - 973.304 يارد) عن سطح البحر وتمتد على مساحة 180 هكتاراً (1.8 كلم²- 0.6948 مي²)

## وصلات خارجية
موقع المكنونية على الشبكة